# Luis García Sainz
Luis García Sainz (1894-1965) fue un geógrafo español.

## Biografía

### 1915-1925: Orientando la investigación
El 26 de enero de 1915 aprueba como maestro de Primera Enseñanza Superior en la Escuela Normal de Maestros de Zaragoza.
Una vez obtenido el título el 17 de noviembre de 1916 ejerce como profesor interino de Historia en la Escuela Normal de Teruel del 19 de julio de 1916 hasta el 23 de julio de 1917.
El 31 de diciembre de 1917 accede por oposición a profesor numerario de Geografía en la Escuela Normal de Maestros de Baleares donde ejerció como director desde el 26 de marzo de 1919 al 2 de noviembre de 1931, continuando en la docencia hasta el 23 de diciembre de 1941.
En 1924 logra una pensión del Gobierno Español de la Junta para Ampliación de Estudios para estudiar Ciencias Geográficas y Geología Física (geomorfología) bajo la dirección del profesor Albrecht Penck en el Instituto de Geografía de la Universidad de Berlín. En 1925 va a la Universidad de Belgrado para estudiar con el profesor Jovan Cvijić las zonas de evolución cárstica en superficie y subsuelo, glaciación en los Alpes y las regiones del Rhin y Alemania del centro. Con el profesor Henry Baulig estudia las regiones del macizo central francés. Estas dos últimas estancias en el extranjero le ayudan a conocer la metodología de la geografía física posibilitando el enfoque de su trayectoria investigadora.

### 1926-1935: Inicio de la investigación
Durante su estancia en Baleares se licencia en Filosofía y Letras y obtiene en 1931 el título de doctor en Filosofía y Letras, sección de ciencias históricas por la Universidad Central de Madrid (tesis: El glaciarismo cuaternario en el Pirineo Central español y las formaciones rojo-amarillentas del Noroeste de España).
En esta época son numerosos los artículos publicados sobre aspectos de glaciación en el Pirineo tanto aragonés como leridano. Estas investigaciones las presenta en los Congresos Internacionales de Geografía de Cambridge (1928) y Varsovia (1934)

### 1936-1945: Consolidación académica
El 9 de diciembre de 1940 fue nombrado secretario del Instituto Juan Sebastián Elcano del Consejo Superior de Investigaciones Científicas
El 23 de diciembre de 1941  fue el primer catedrático de Geografía Física de la Universidad de Valencia, logrando posteriormente la Cátedra de la Universidad de Barcelona el 30 de octubre de 1942. Se hizo cargo de la revista Estudios Geográficos
Continúa con los artículos sobre morfología glaciar en España. En un ámbito más generalista de la geografía, es de destacar su artículo escrito en 1942 “Las regiones naturales del Ebro Medio y sus zonas de regadío”. Comienza con el desarrollo de estudios científicos para aplicación práctica. Así, sobre las aguas subterráneas en Almonacid de la Sierra (1937) y un informe geológico acerca de las probabilidades de un embalse en la falda norte del Moncayo (1938). Presenta resultados de sus investigaciones a los Congresos Internacionales de Geografía de Ámsterdam (1938) y Wurzburgo (1942).

### 1946-1955: Consolidación científica
Sigue desarrollando su conocimiento sobre la glaciación en España. En 1947 publica su libro El clima de la España cuaternaria y los factores de su formación	1947, donde plantea su teoría sobre el paleoclima en el cuaternario y su influencia sobre el modelado glaciar. En otoño de este año hace e discurso inaugural de la Universidad de Valencia. Este conocimiento de la geomorfología y climatología, morfoclimatología, se van aplicando a otros ámbitos geográficos más allá del fenómeno glaciar. En distintos artículos sucesivos se va desarrollando con más claridad su doctrina, a la vez que los va presentando en los Congresos Internacionales de Lisboa (1948) y Nueva York (1951)

### 1956-1965: Adelantando caminos
En su última etapa siguió siendo muy dinámico tanto en la aplicación de nuevas tecnologías, como es el caso de los análisis electrónico y de rayos X, para demostrar su teorías, como en la aplicación de sus conocimientos de morfolología climática a otros ámbitos de la geografía.

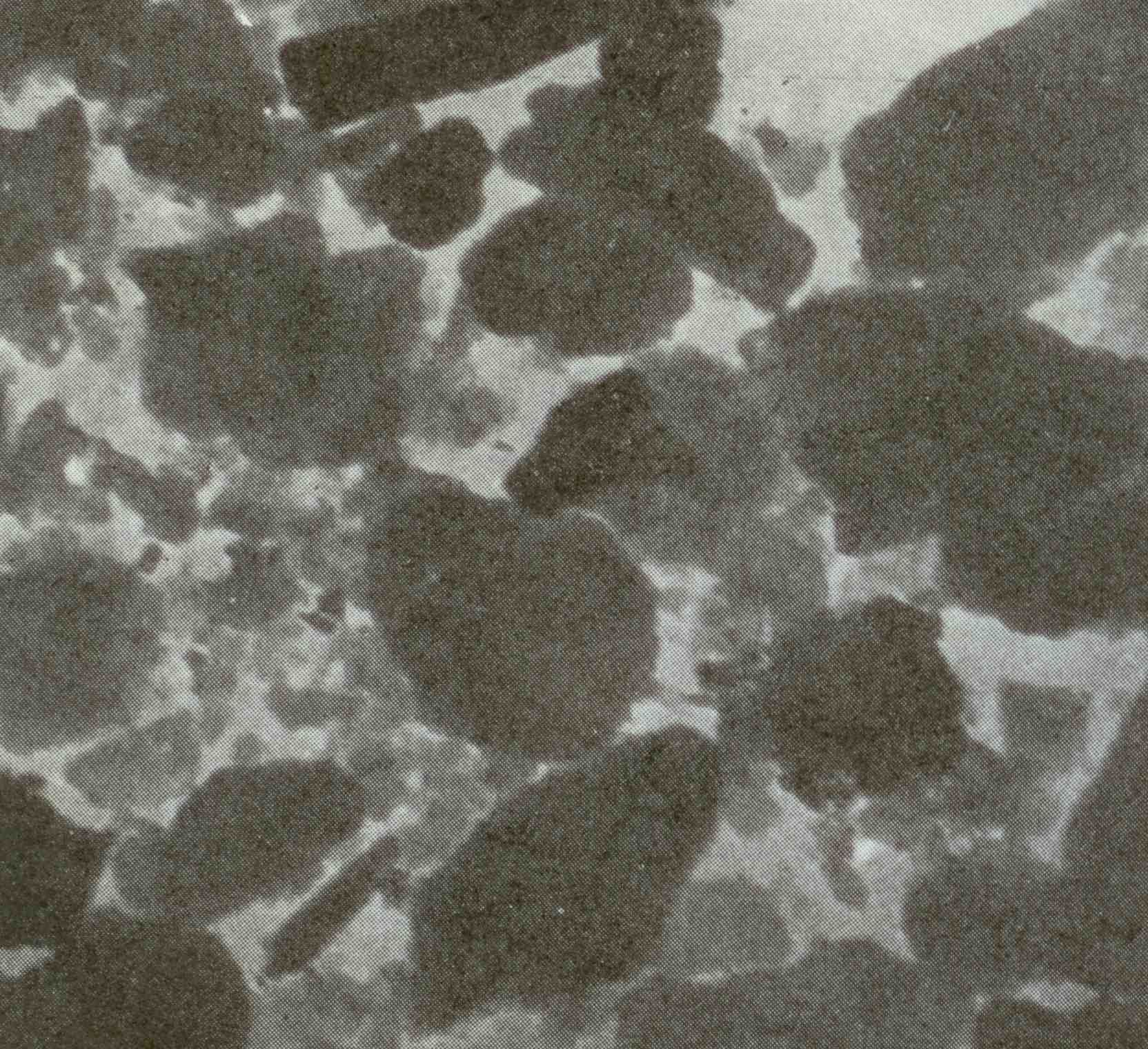
Análisis electrónico.

Respecto a la aplicación de la morfología climática a otros ámbitos, es de destacar su estudio “Las grandes crecidas norteamericanas e hispanolevantinas, consecuencia de la acción del relieve en la circulación aérea” publicado en 1959. Su último estudio de 1964, presentado en el XX Congreso Internacional de Geografía de Londres, “Las dos clases de hielos y arcillas cuaternarias del Pirineo debidas a sus dos fases climáticas”, es su verdadero testamento científico, tanto por la claridad en la exposición de su doctrina como por el uso avanzado de nuevas técnicas de análisis.
En este último decenio de su carrera tuvo que asistir a muchos tribunales de universidades, entre ellos las de las cátedras de Geografía de la Universidad de Santiago, Universidad de Granada y Universidad de Oviedo. Murió el año de su jubilación, en un accidente cuando regresaba en su coche de un tribunal de Madrid. En su memoria recibe su nombre el Colegio de Educación Infantil y Primaria de Fuentes de Ebro.

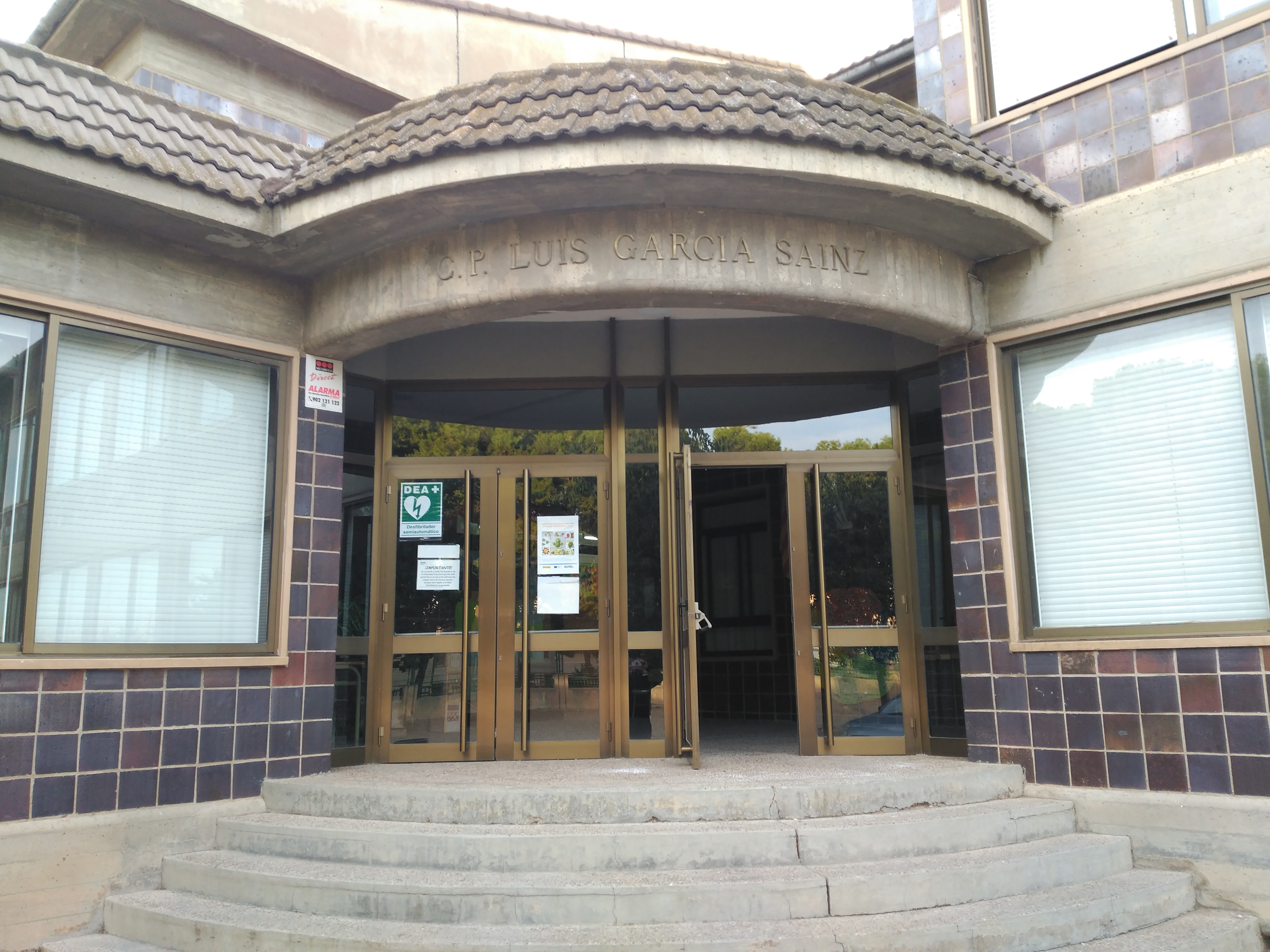
Colegio en Fuentes de Ebro en honor de Luis García Sainz

## Aportación

### Contexto histórico
El acceso como profesor de Geografía en la Escuela Normal en 1917 es el fruto de una reivindicación histórica desde la universidad para potenciar los estudios de Geografía. Uno de los impulsores de este camino fue el catedrático aragonés Odón de Buen
El comienzo de la carrera académica de Luis García Sáinz como catedrático se acompaña de la creación del Instituto Juan Sebastián Elcano que sirvió de instrumento de desarrollo para la materia.
Este instituto, del que Luis García Sáinz fue secretario desde su creación en 1940 hasta que lo abandonó en 1944, pertenecía a uno de los ocho patronatos del  Consejo Superior de Investigaciones Científicas creado en noviembre de 1939 tras finalizar la guerra civil española.
Una de las principales herramientas del Instituto fue la revista Estudios Geográficos, donde publicó varios de sus estudios, así como el Instituto de Estudios Pirenáicos, actualmente llamado Instituto Pirenáico de Ecología al que estuvo vinculado formando parte de su patronato. Igualmente importante es la descentralización del Instituto con dos secciones en Barcelona y Zaragoza que le permitieron una mayor autonomía de trabajo, así como la posibilidad de formarse en el extranjero.